# Earl Thomas

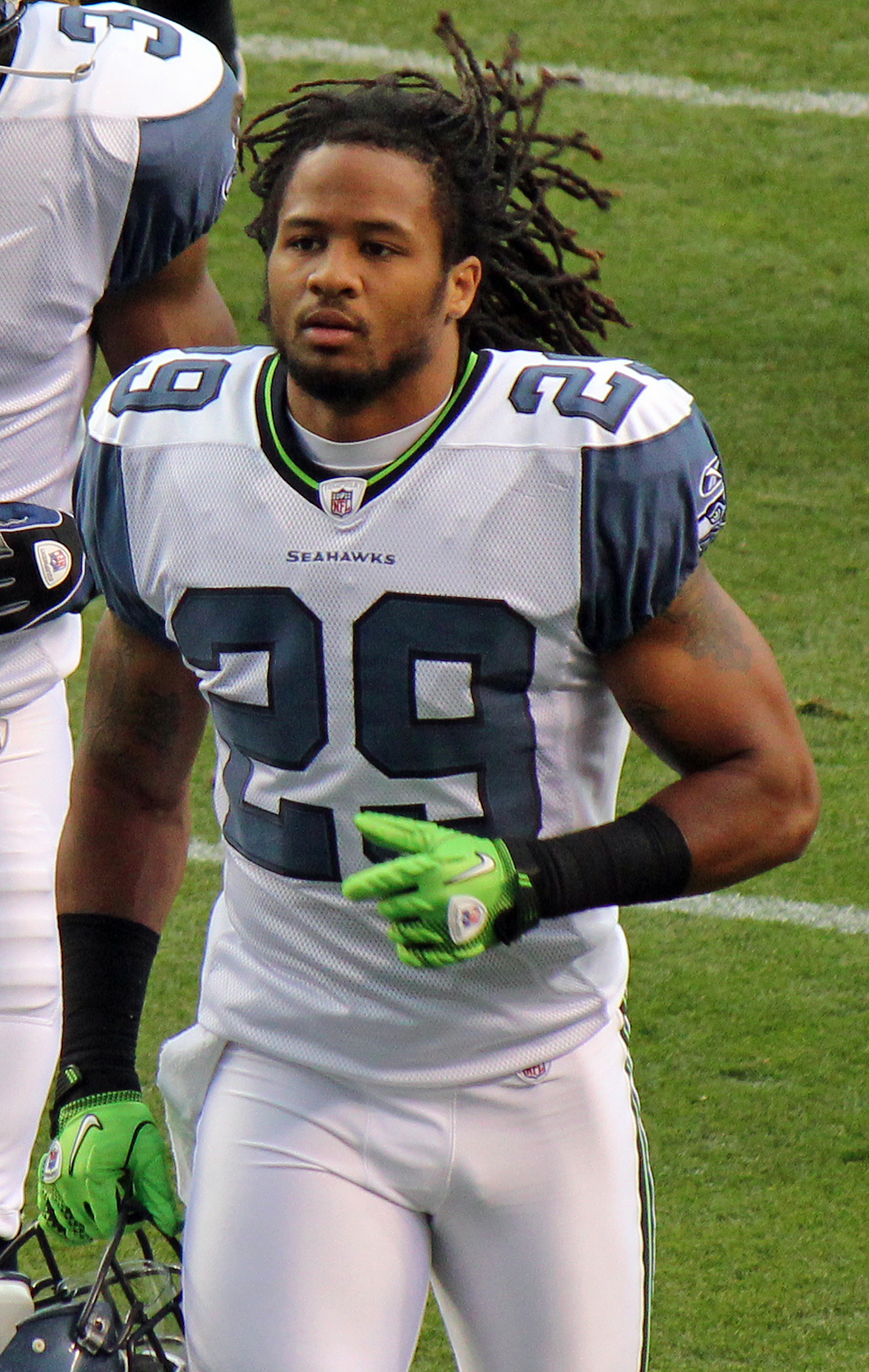
Earl Thomas

Earl Thomas, född den 7 maj 1989 i Orange i Texas, är en spelare av amerikansk fotboll (Free safety) i National Football League, senast för Baltimore Ravens. Han gick University of Texas och var en av de bästa defensiva backarna i Big 12 Conference. Han vann Defensiv Back-pokalen i College Football Performance Awards och var den fjortonde bokningen i 2010 års draft för Seattle Seahawks. Den 23 augusti 2020 bröts kontraktet med Baltimore.